# Вулиця Грушевського (Івано-Франківськ)
Вулиця Грушевського — простягається від площі Міцкевича — до перехрестя вулиць Грюнвальдської, Василіянок та Михайла Мулика. Вулиця спочатку проходить паралельно вул. Незалежності, потім завертає дугою вліво і від Білого дому тягнеться прямо.
За Польщі вулиця Грушевського носила назву третього травня (Ulica trzeciego maja) — так у 1892 році її назвали в пам'ять річниці польської конституції, що була ухвалена 3 травня 1791 року. Ще раніше це була частина вулиці Заболотівської, що починалася від вулиці Романовського (тепер Михайла Мулика).
Ім'я Михайла Грушевського вулиці було присвоєно на честь 125-річчя з дня народження.
Михайло Грушевський любив відпочивати у с. Криворівня Верховинського району, де тепер знаходиться музей Грушевського.

## Будівлі

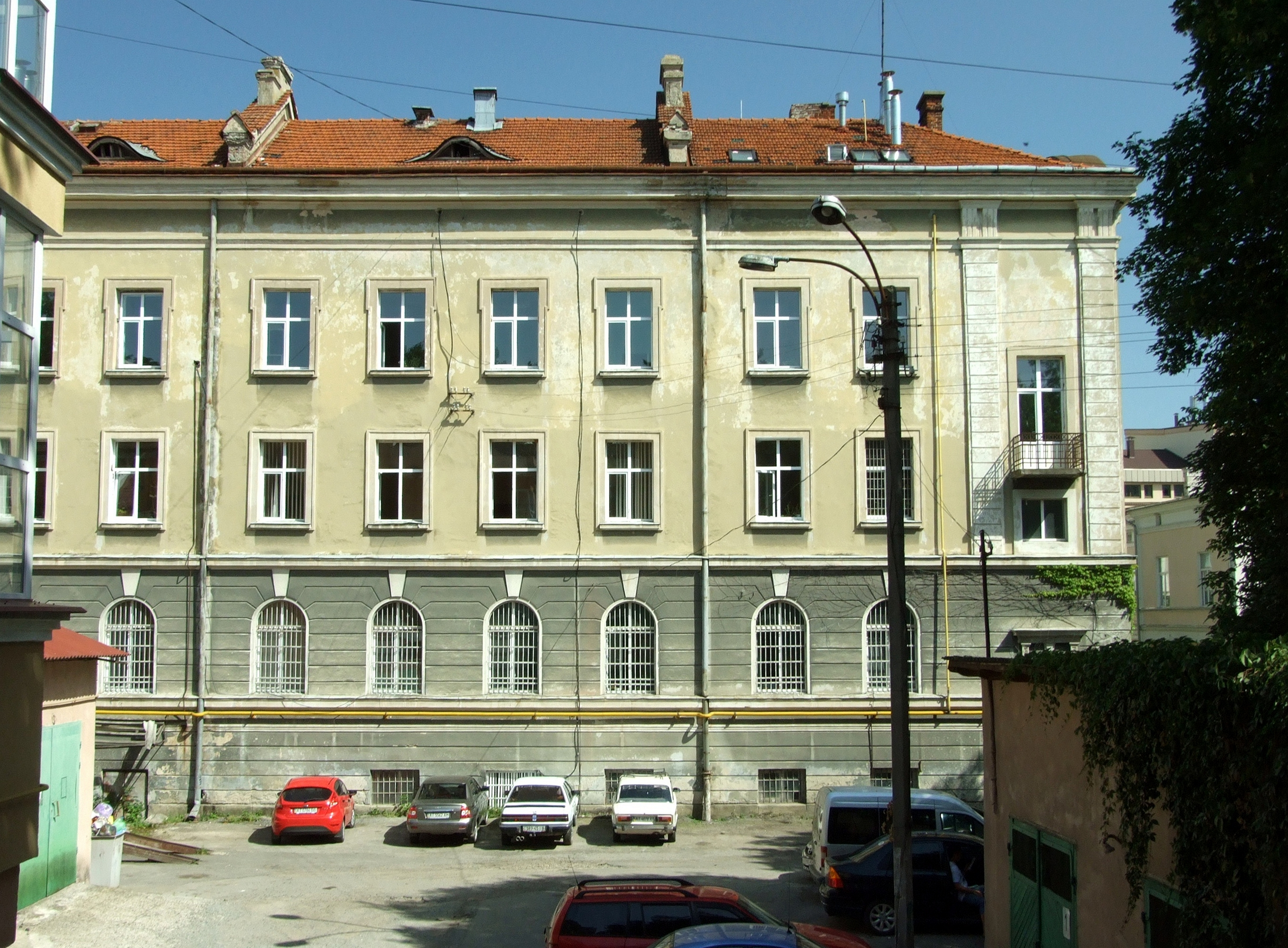
Будинок № 31

Сьогодні вулиця Грушевського — важливий осередок адміністративних споруд. У першу чергу, тут розташована будівля міськвиконкому, обласної та міської рад (будинок № 21). Це Білий дім, як його звуть мешканці. Його зведено на місці дитячого садка, трьох житлових будинків (XIX — початку XX століть), розкішного саду, резиденції вірменського священика. Жителі міста були проти зведення дорогого адміністративного будинку (який на той час коштував 20 млн. карбованців), і воліли спорудити 10 нових шкіл. Тим не менше, тут постала могутня споруда, в лівому крилі якої розмістився обком комуністичної партії, а в правому — облвиконком. Із серпня 1991 року Білий дім служить незалежній Україні.
На цій же вулиці знаходиться приміщення обласної «Просвіти» — колись тут знаходилося товариство «Сокіл», за часів радянських — будинок народної творчості. В цьому будинку в різні часи бували Богдан Лепкий, Лев Бачинський, Іван Ле, Володимир Сосюра, Юрій Яновський, Остап Вишня, Максим Рильський, Соломія Крушельницька.
На вулиці Грушевського є будинок, де народилася всесвітньо відома українська оперна співачка Ірина Маланюк. Тепер у Івано-Франківську періодично проводиться Всеукраїнський конкурс молодих вокалістів її імені.
Є будинок, де колись знаходилася школа, в якій директором був батько письменниці Ірини Вільде.
В приміщенні «Сокола» проходив І Український Світовий жіночий конгрес у 1934 р., а в Білому домі — І Світовий конгрес гуцулів у 1993 р.
В будинку № 32А розміщується управління Нацбанку України в області. Сучасні риси цієї споруди, яку закінчено кілька років тому, — цілковита протилежність колоритній будівлі, що напроти. На цій вулиці є ще 6 банків. Будинок № 31 було зведено у 1912 році для потреб фінансової палати. Нині тут розташовується івано-франківське лісове господарство, міжрайонна природоохоронна прокуратура, Український науково-дослідний інститут лісівництва і т. д.
Є чимало магазинів, кафе, кінотеатр «Люм'єр», а також корпуси медичного університету.

## Пам'ятник
Перед Білим будинком за радянських часів було встановлено пам'ятник на честь приєднання Західної України до Радянської України. Біля стели встановили дві сидячі 3-метрові фігури, які зображають цимбаліста і кобзаря. Барельєф Леніна з 15-метрової стели зняли.

## Свято вулиці
Відзначається 29 вересня — день народження видатного українського державного діяча, історика та письменника Михайла Грушевського
На святкуваннях Дня вулиці зазвичай проводиться віче і концерт.

## Галерея

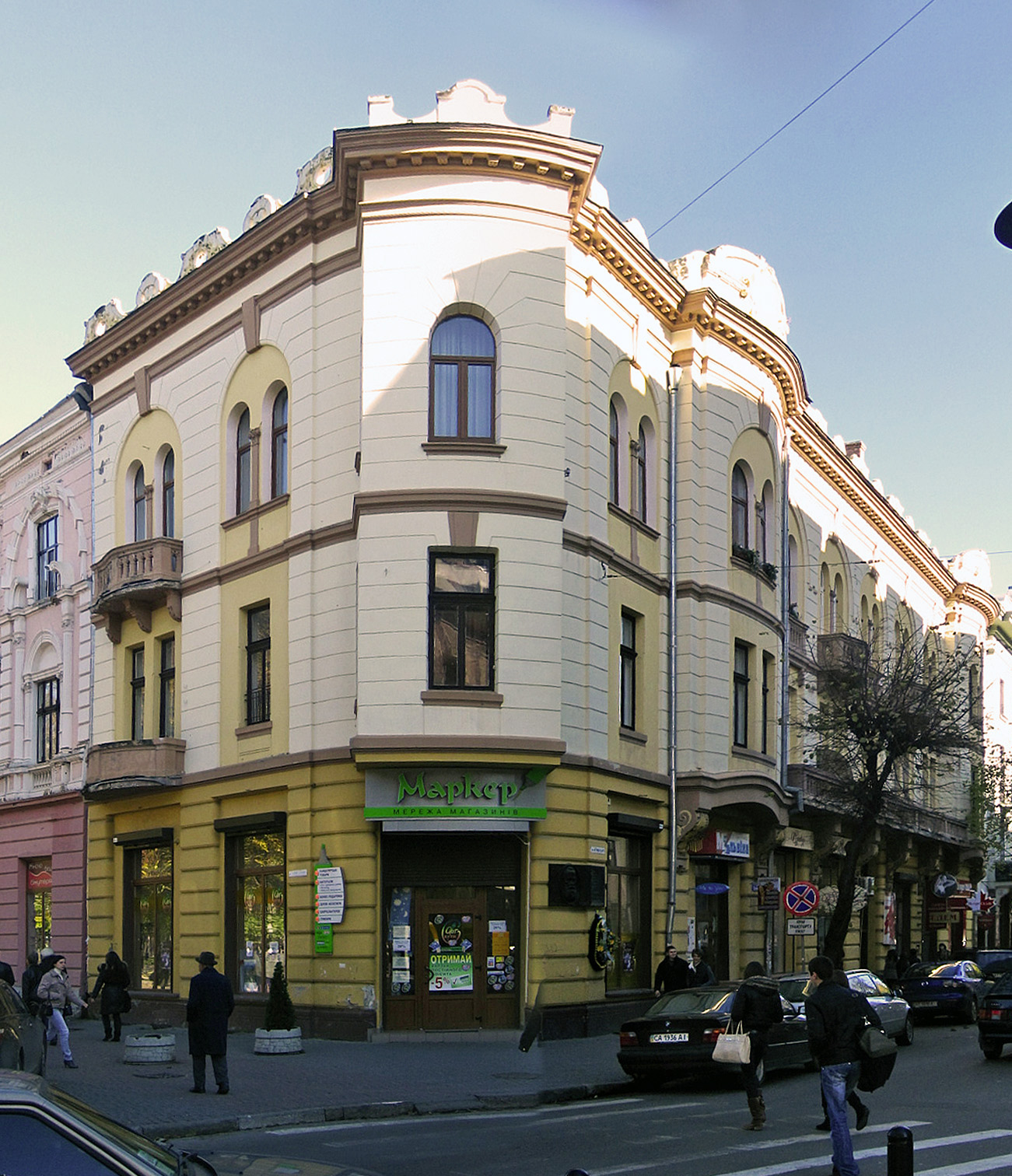
Будинок №1
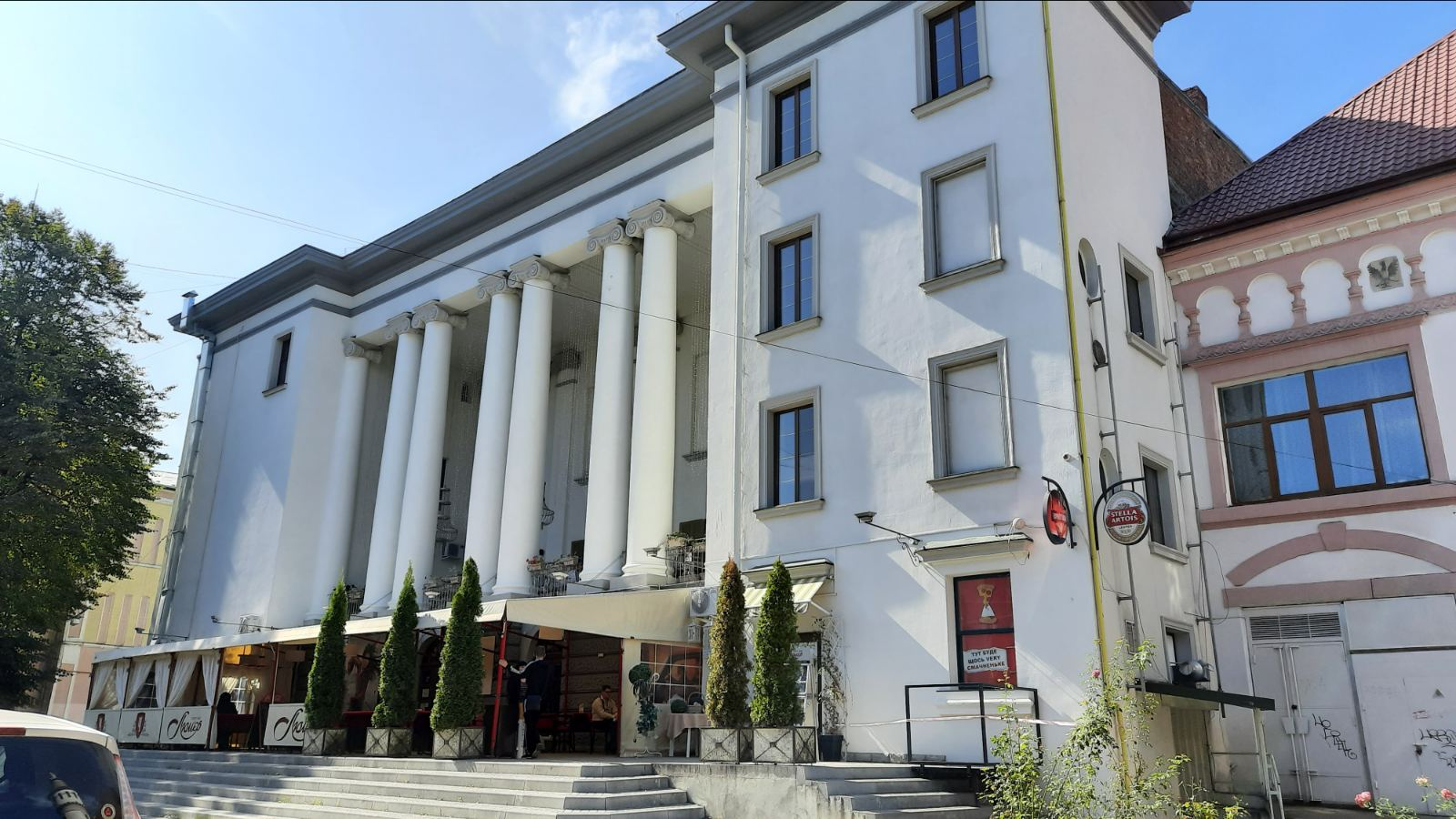
Будинок №3
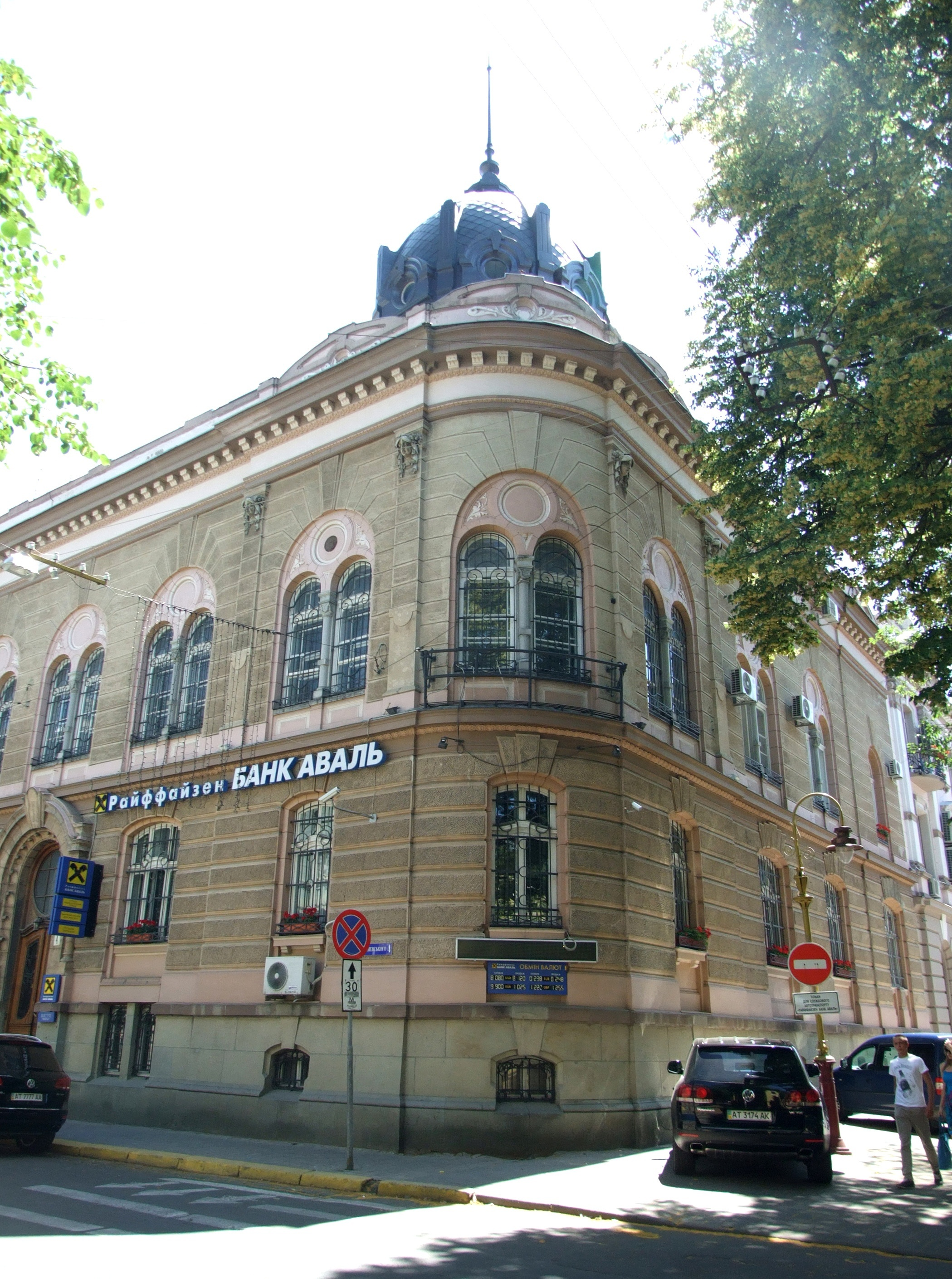
Будинок №4
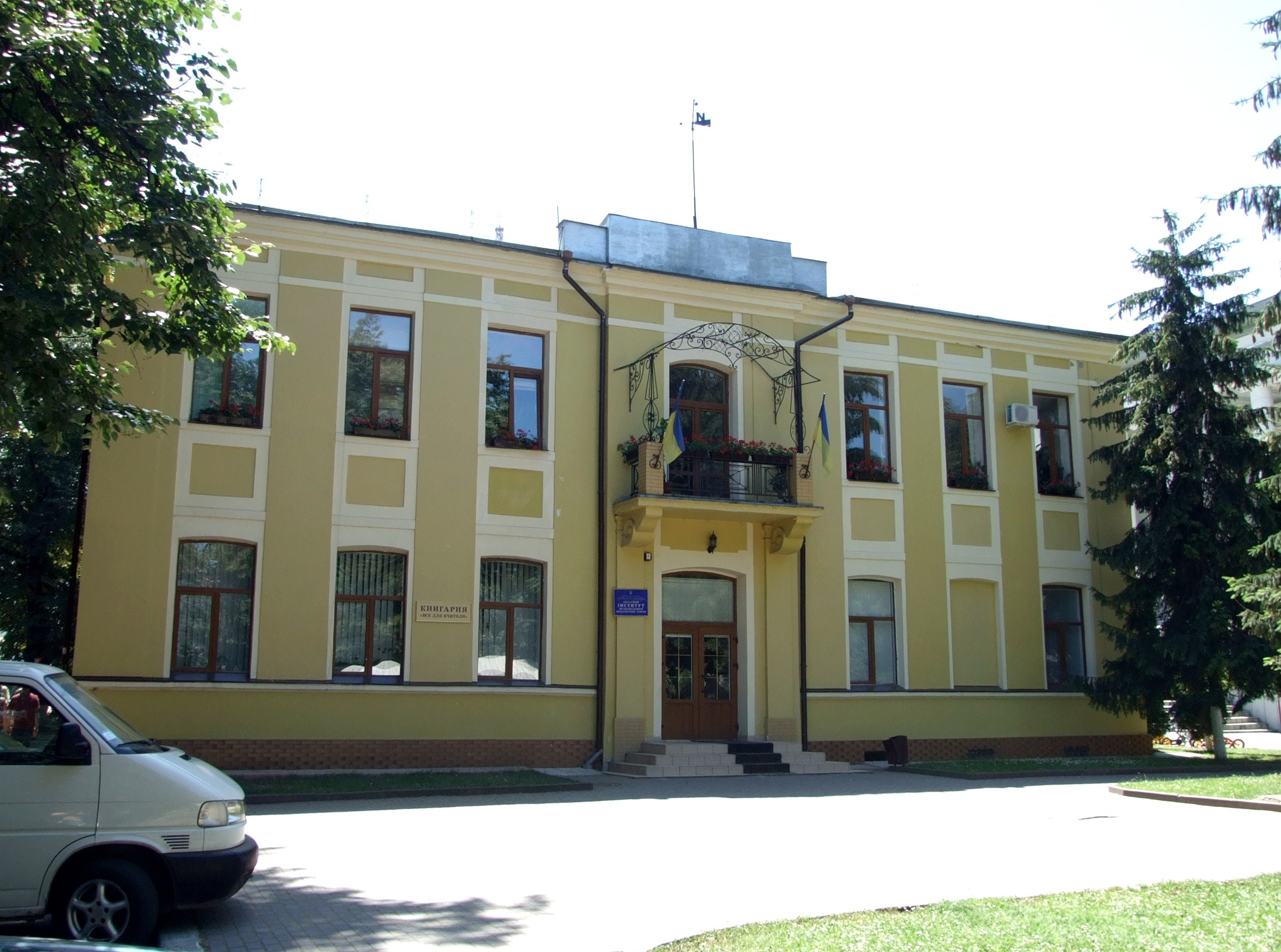
Будинок №5
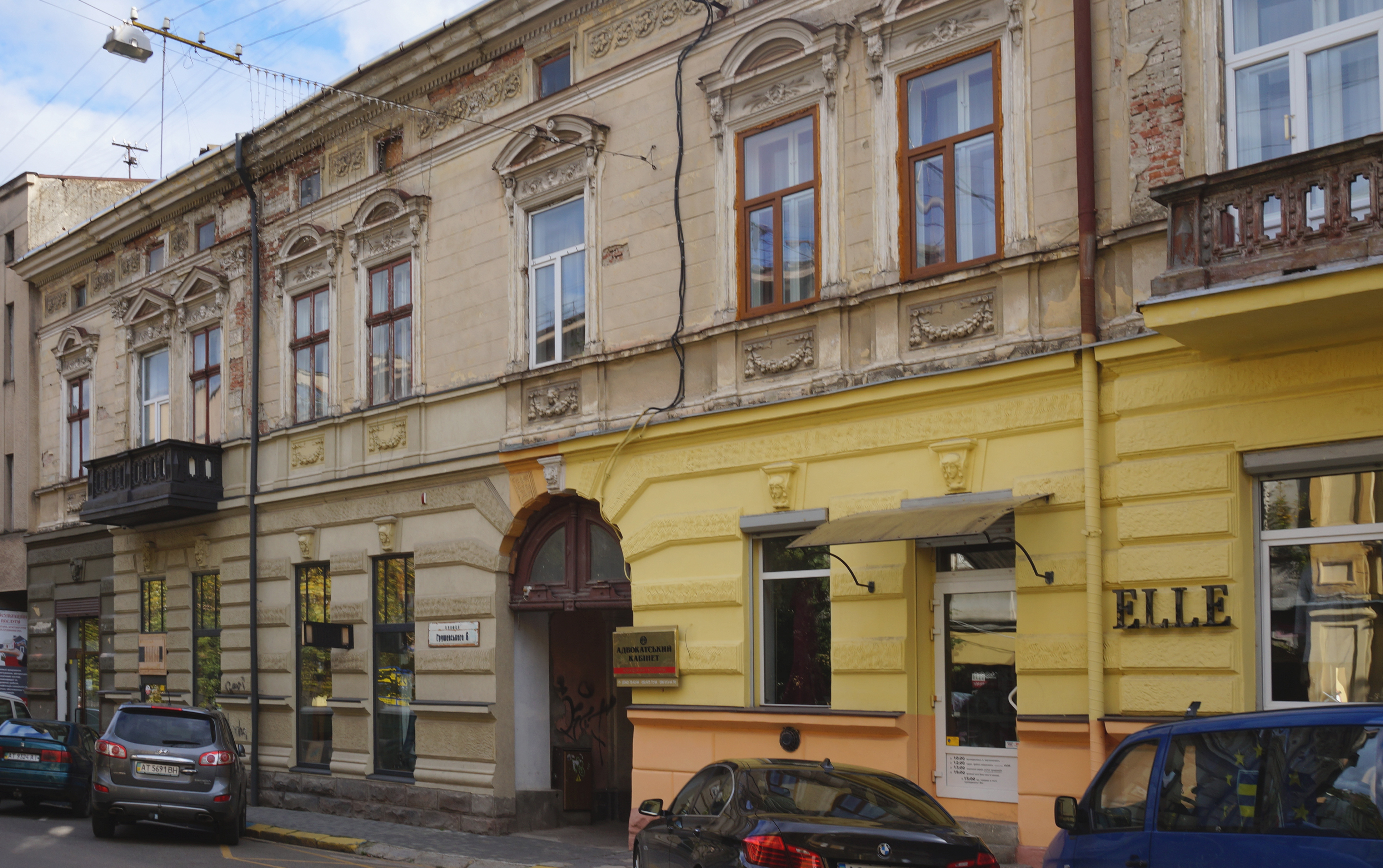
Будинок №6
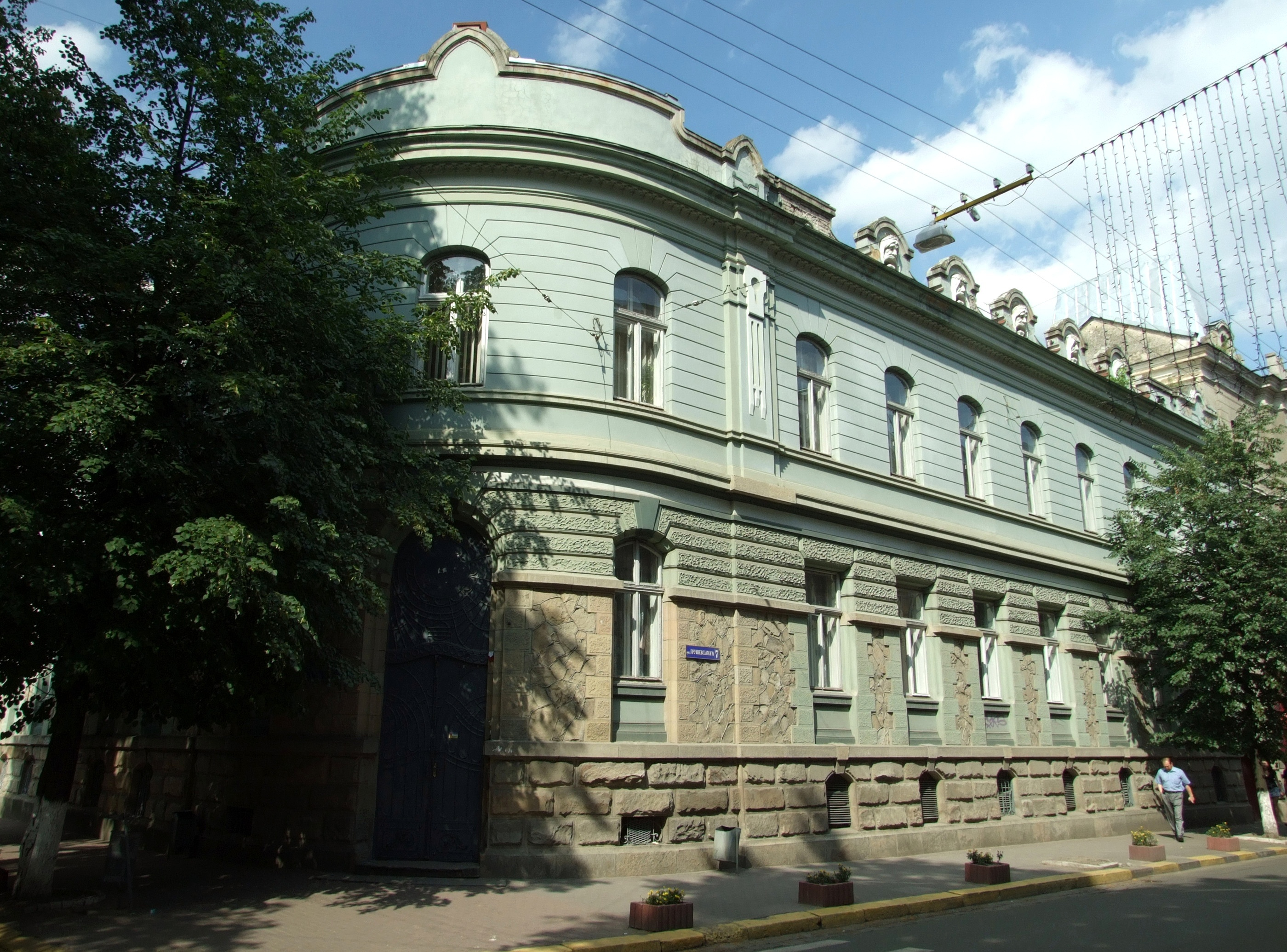
Будинок №7
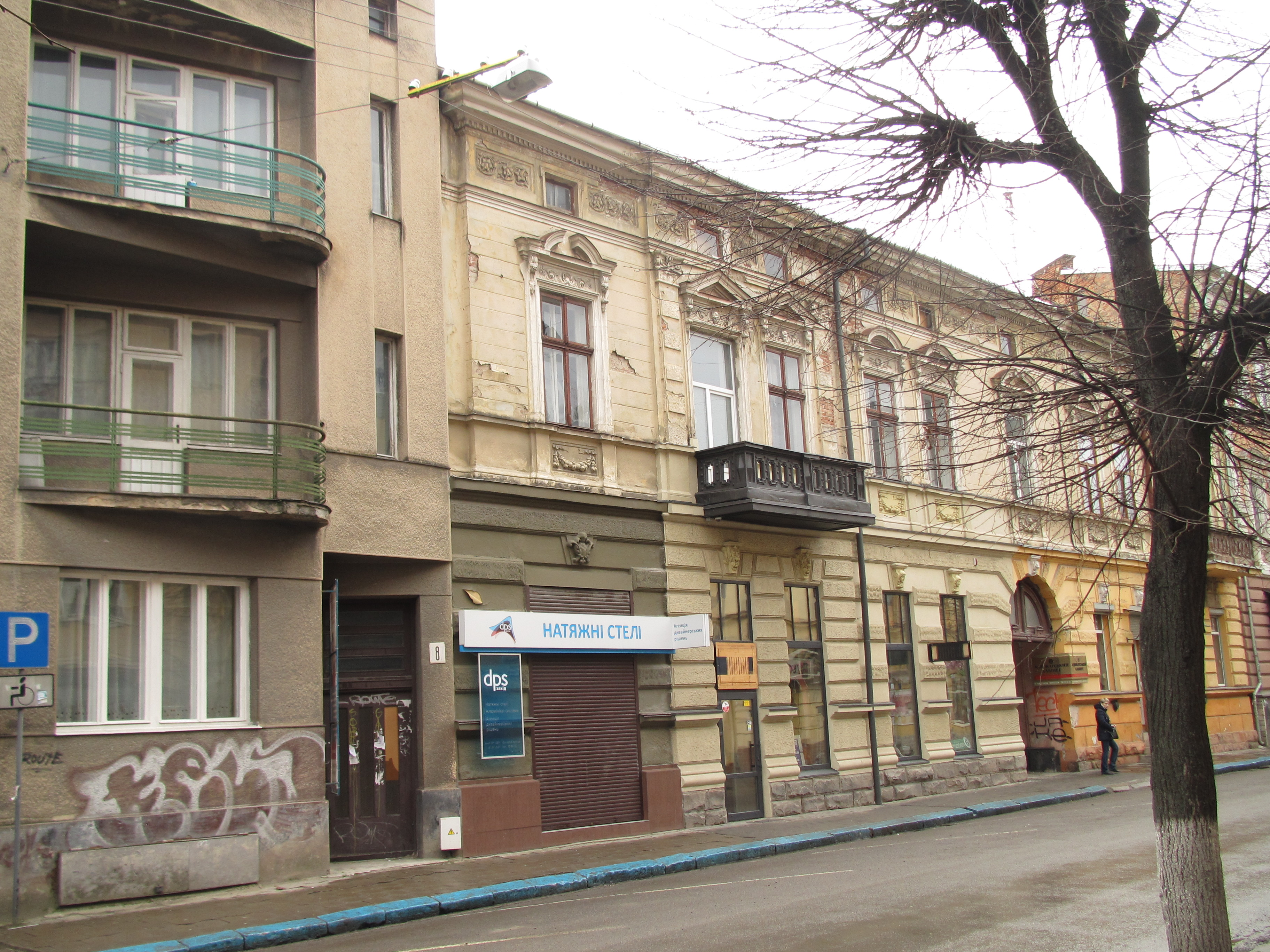
Будинок 8
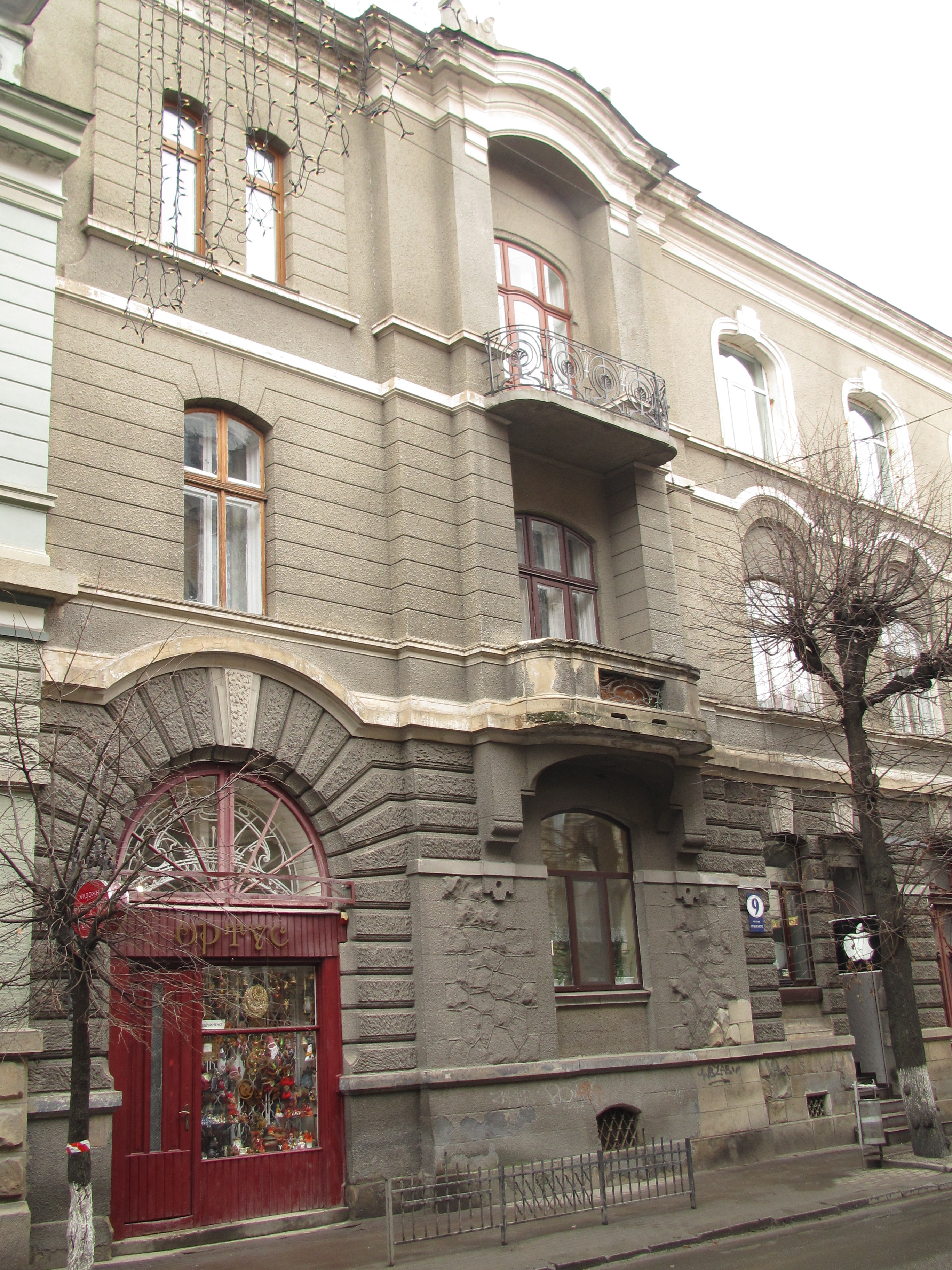
Будинок №9
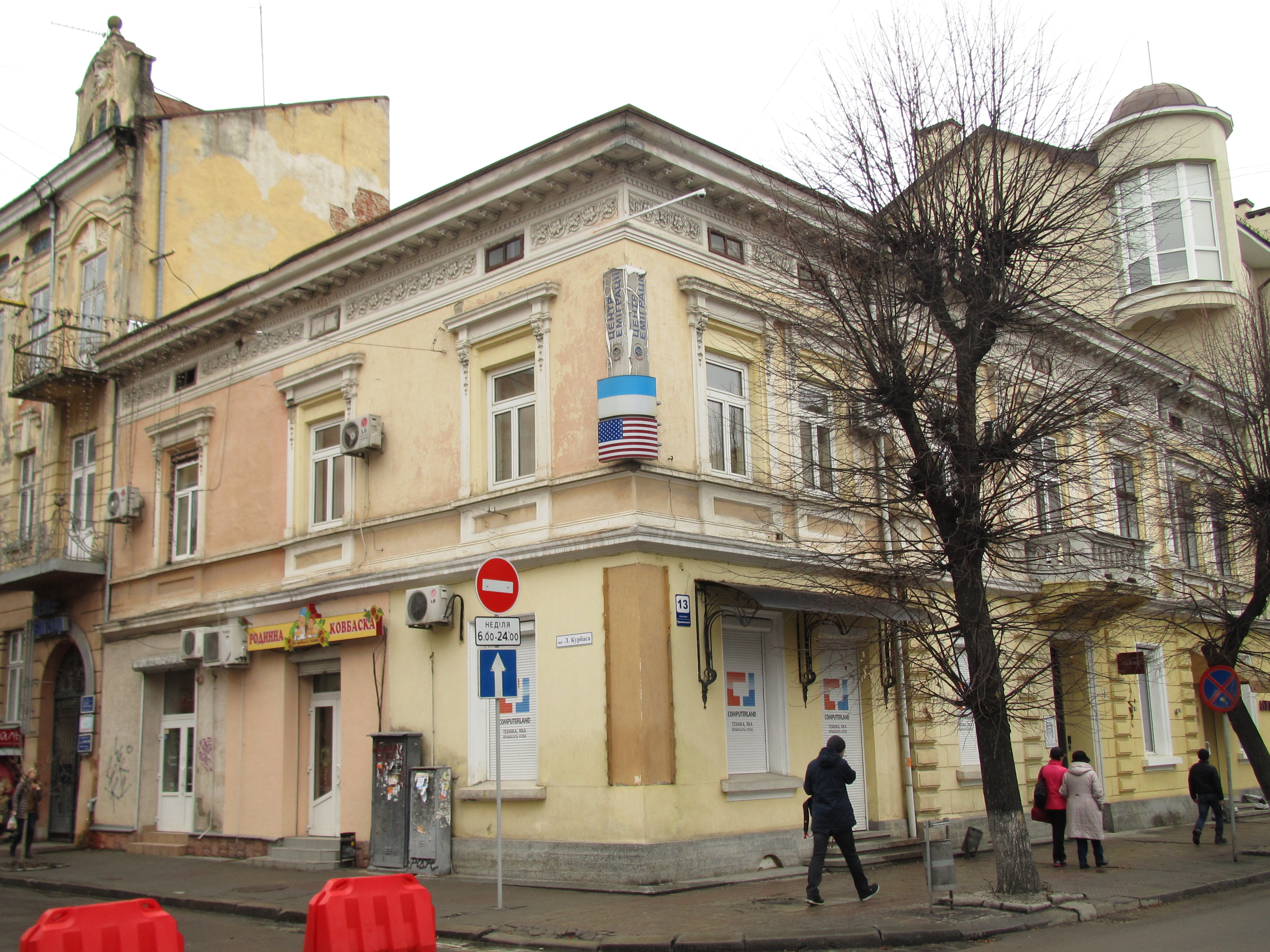
Будинок №13
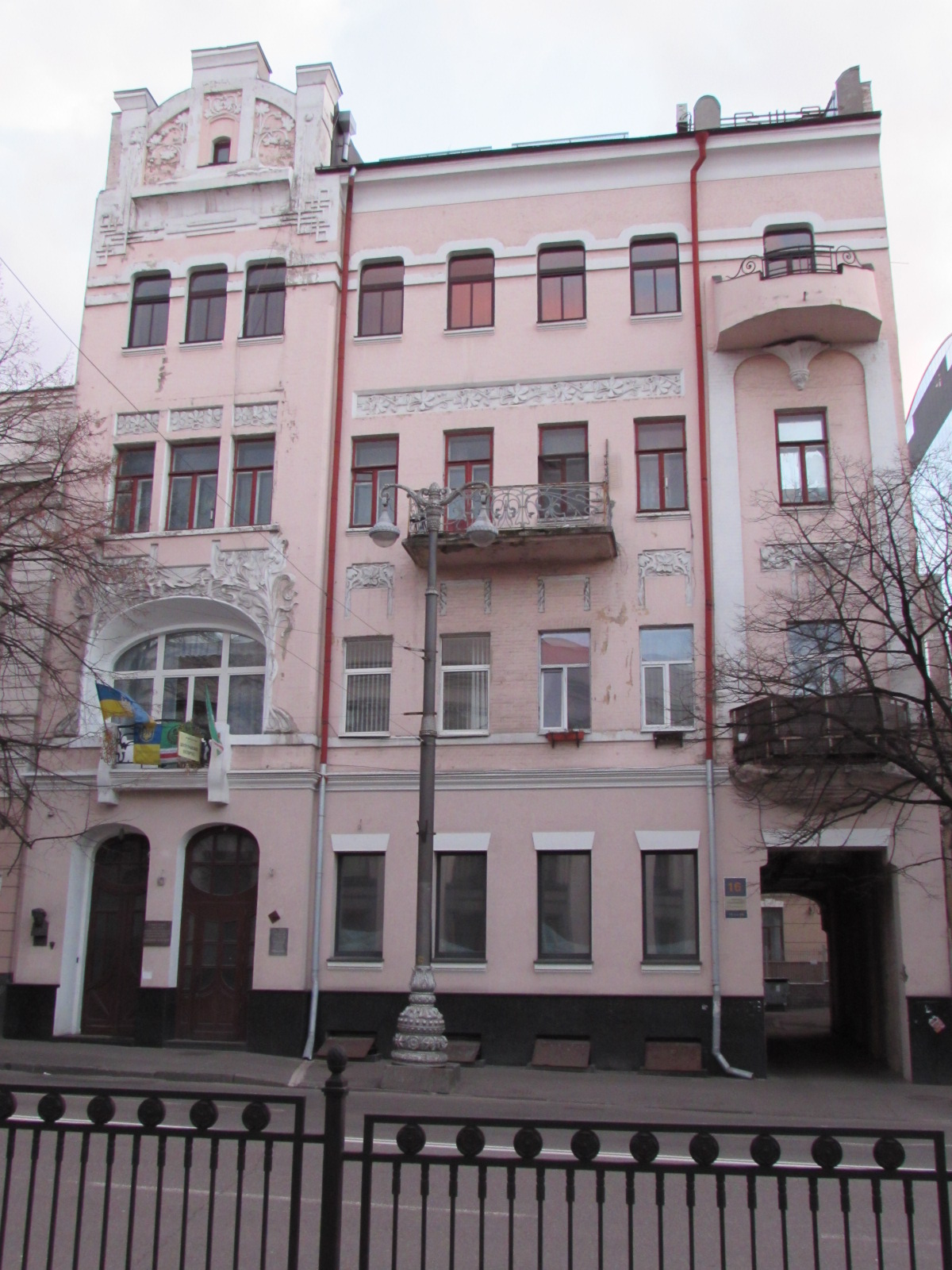
Будинок №16
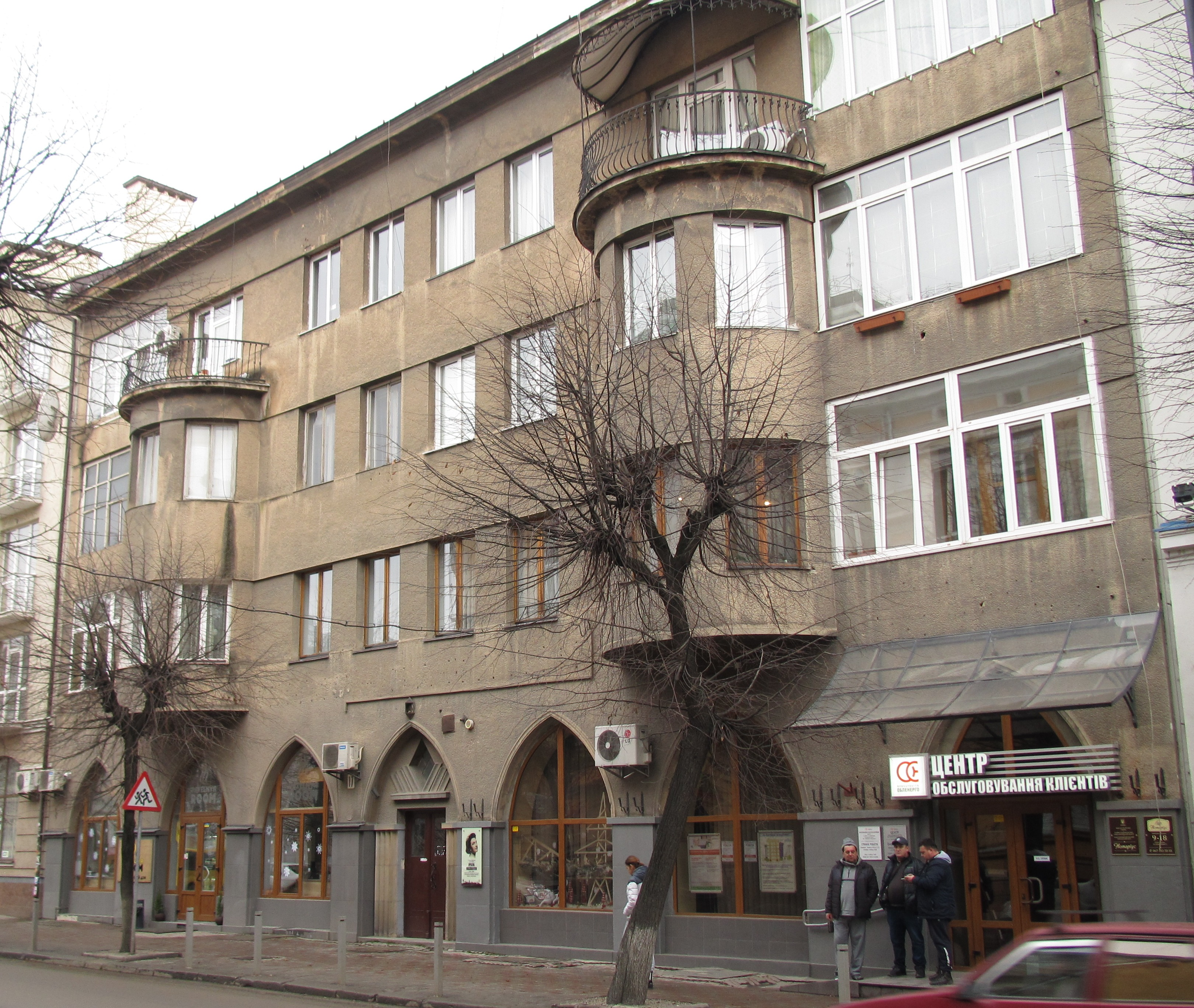
Будинок №17
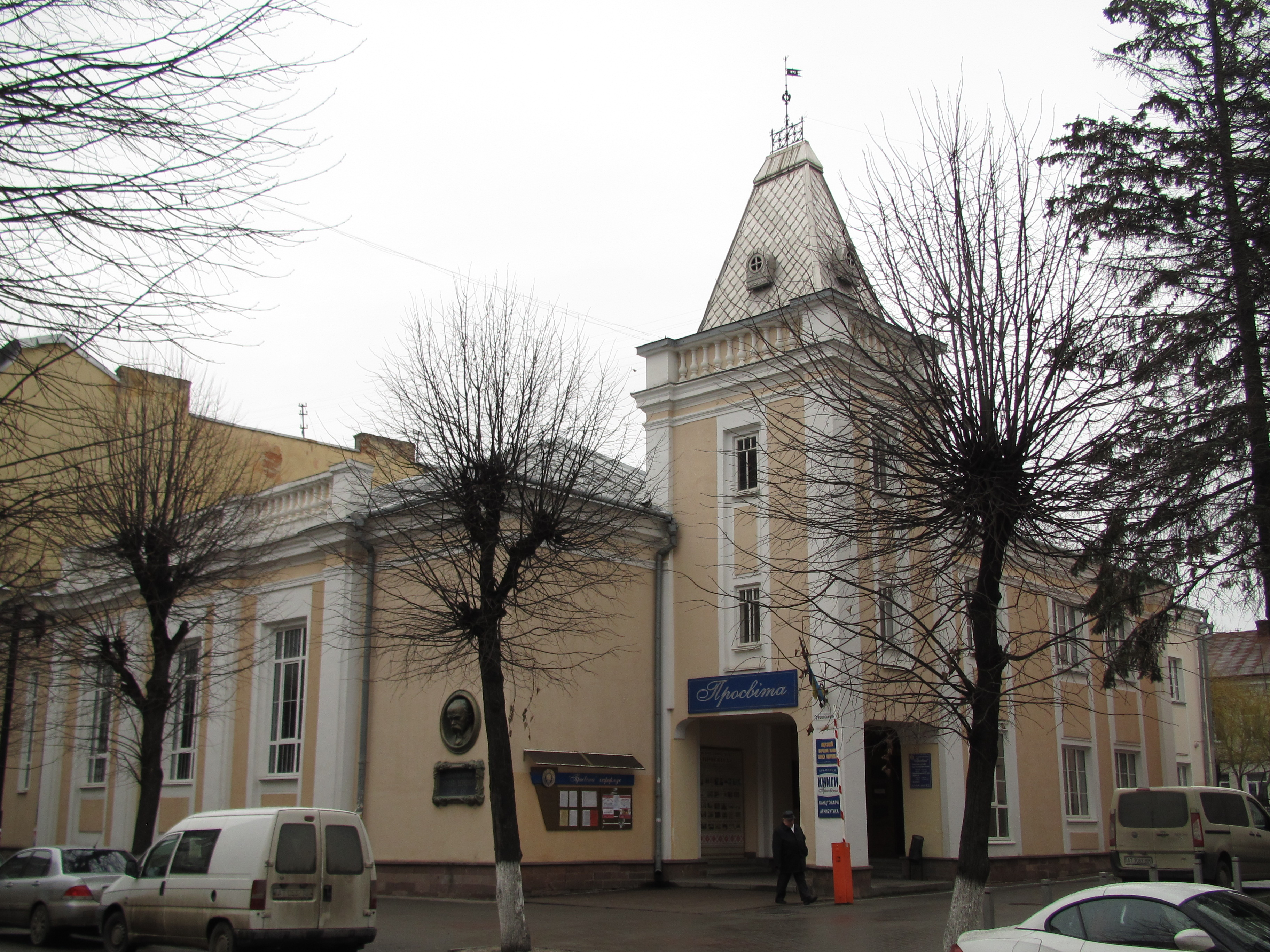
Будинок №18
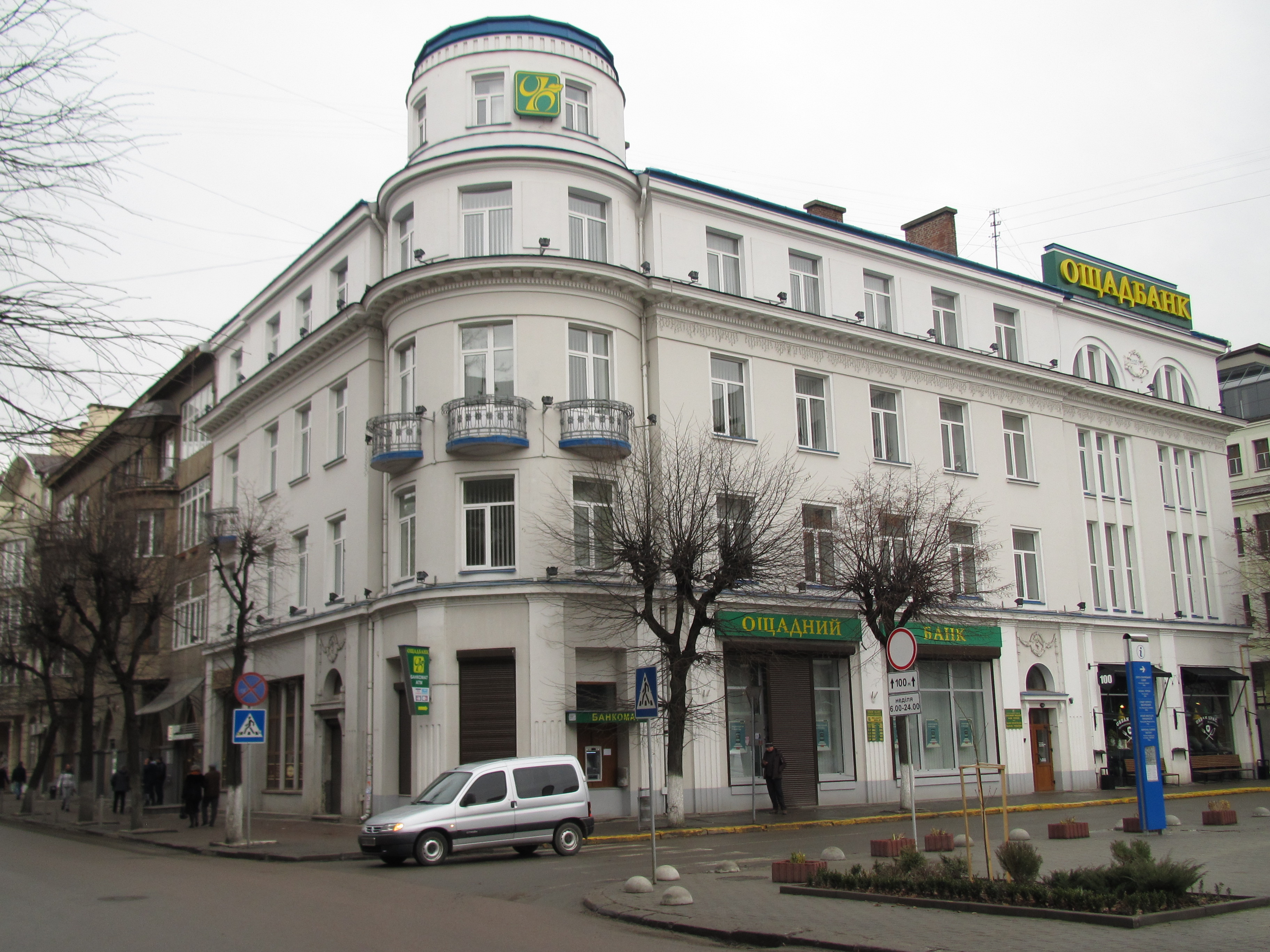
Будинок №19
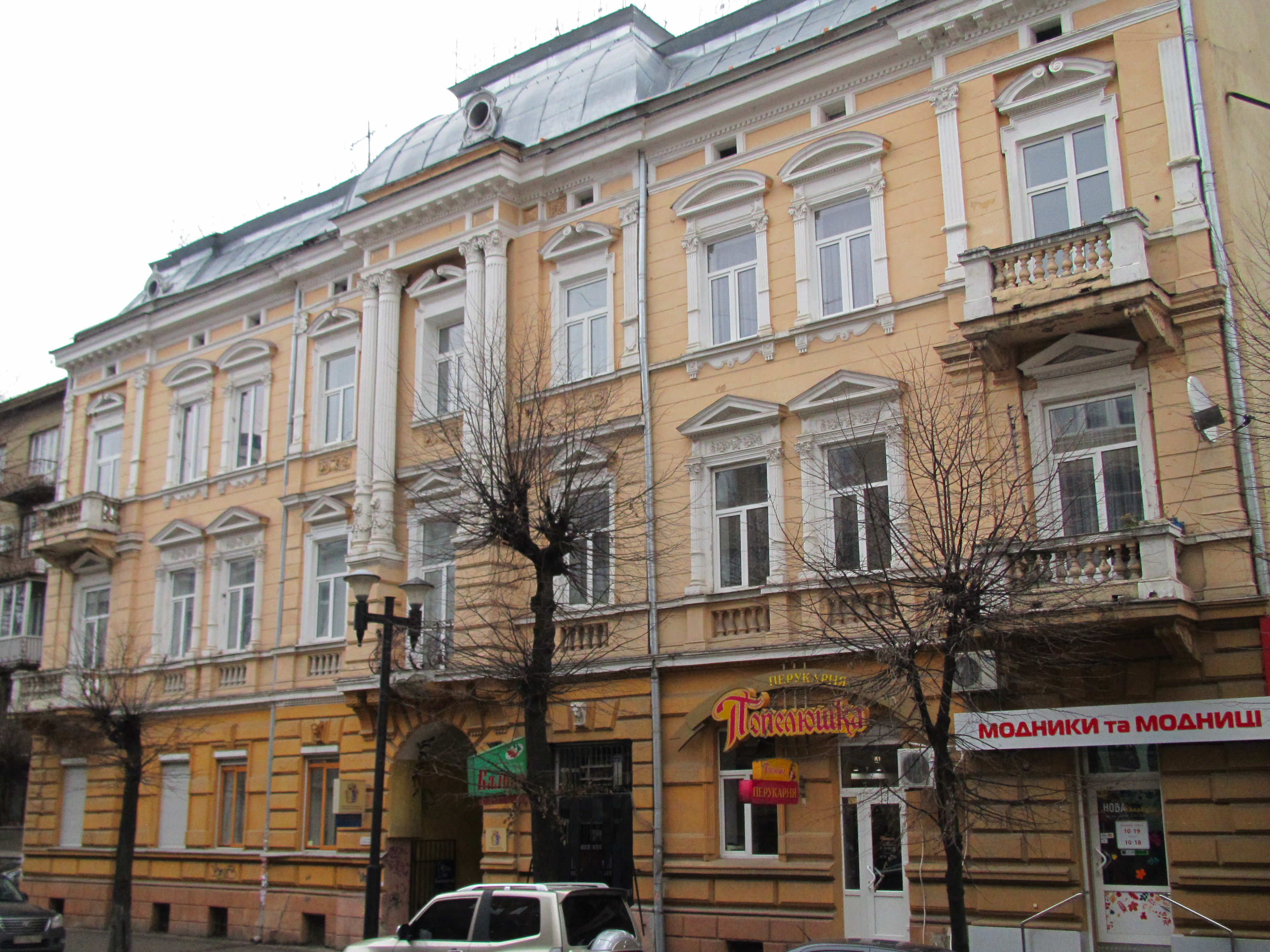
Будинок №20
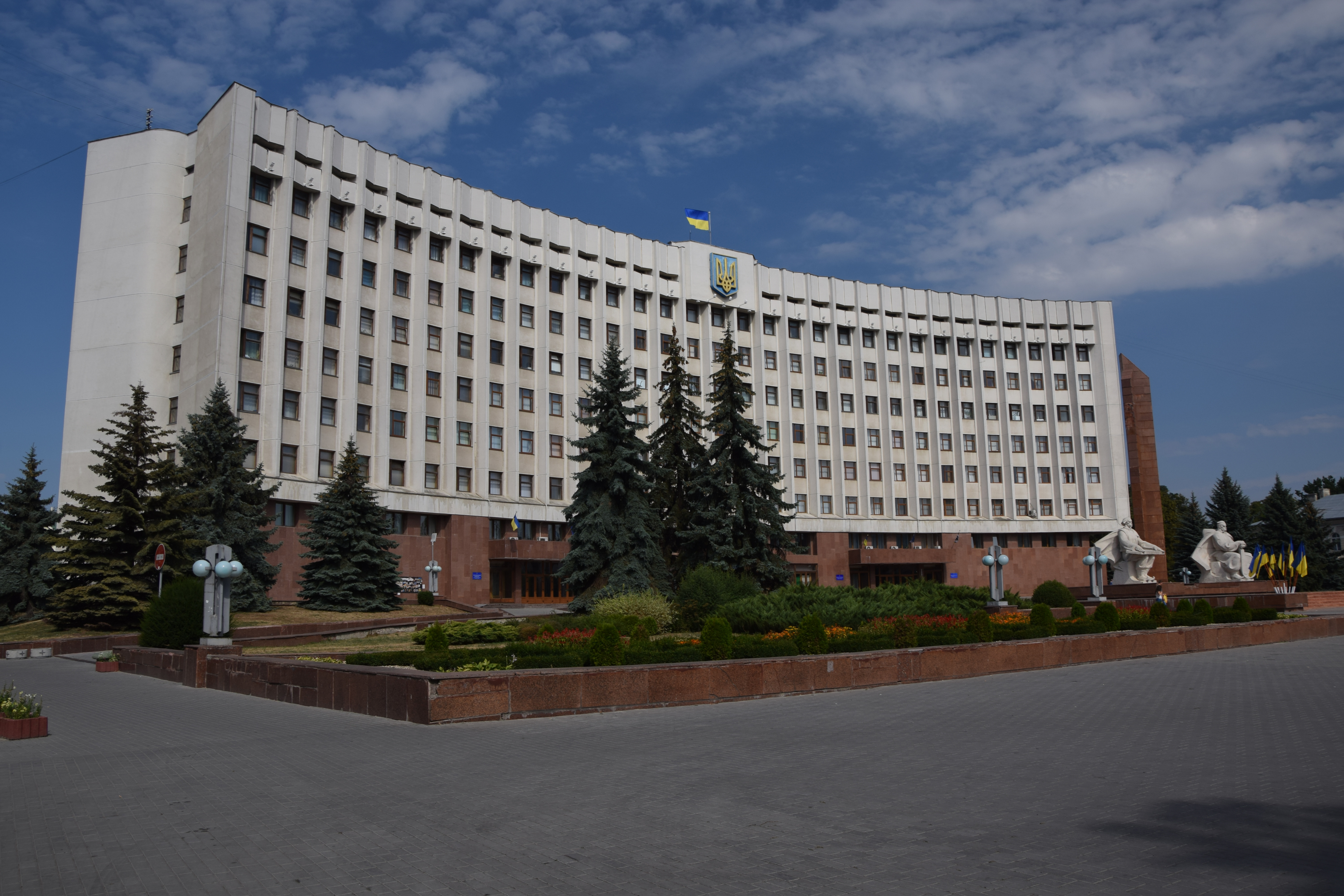
Будинок №21
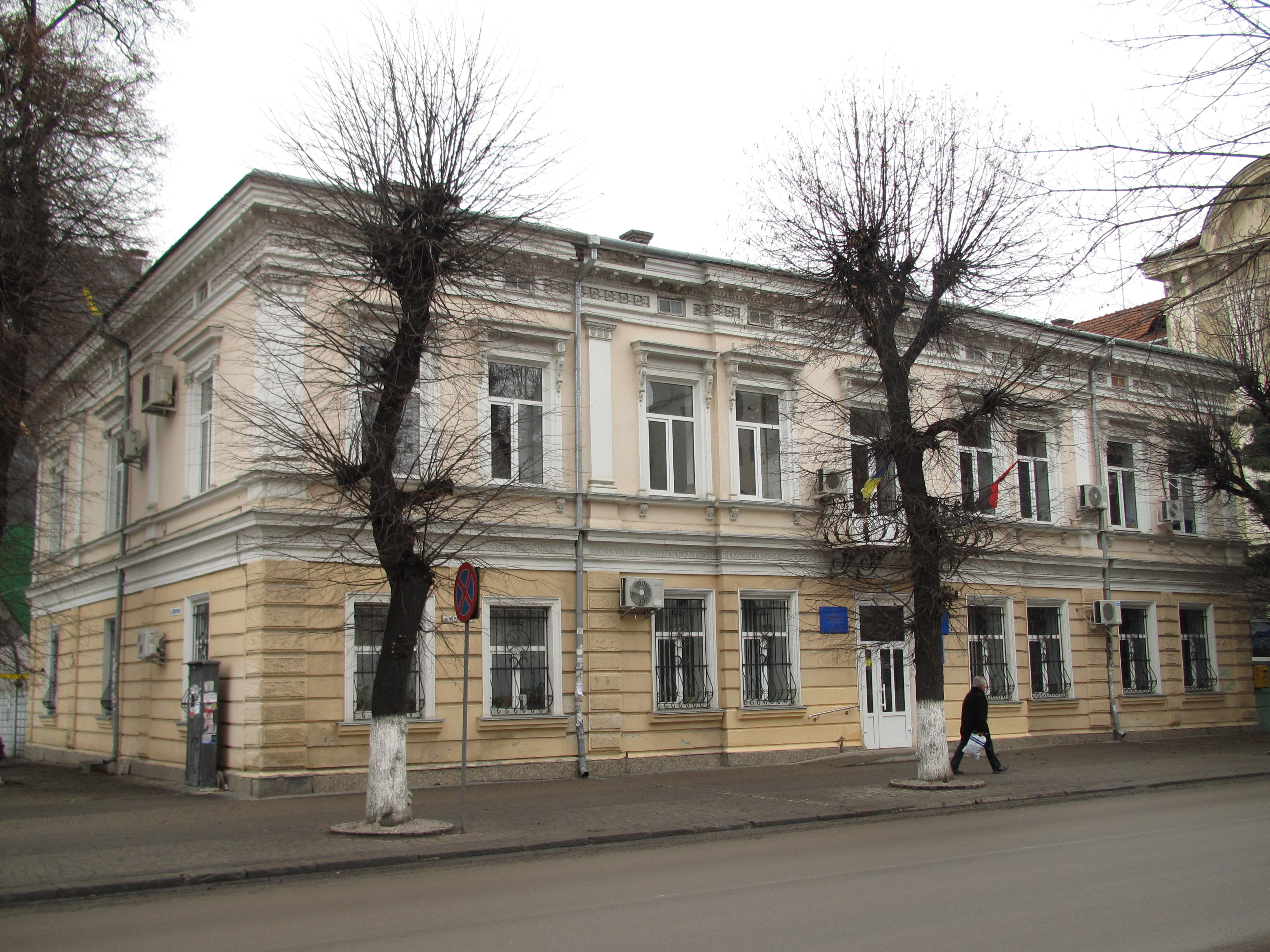
Будинок №29
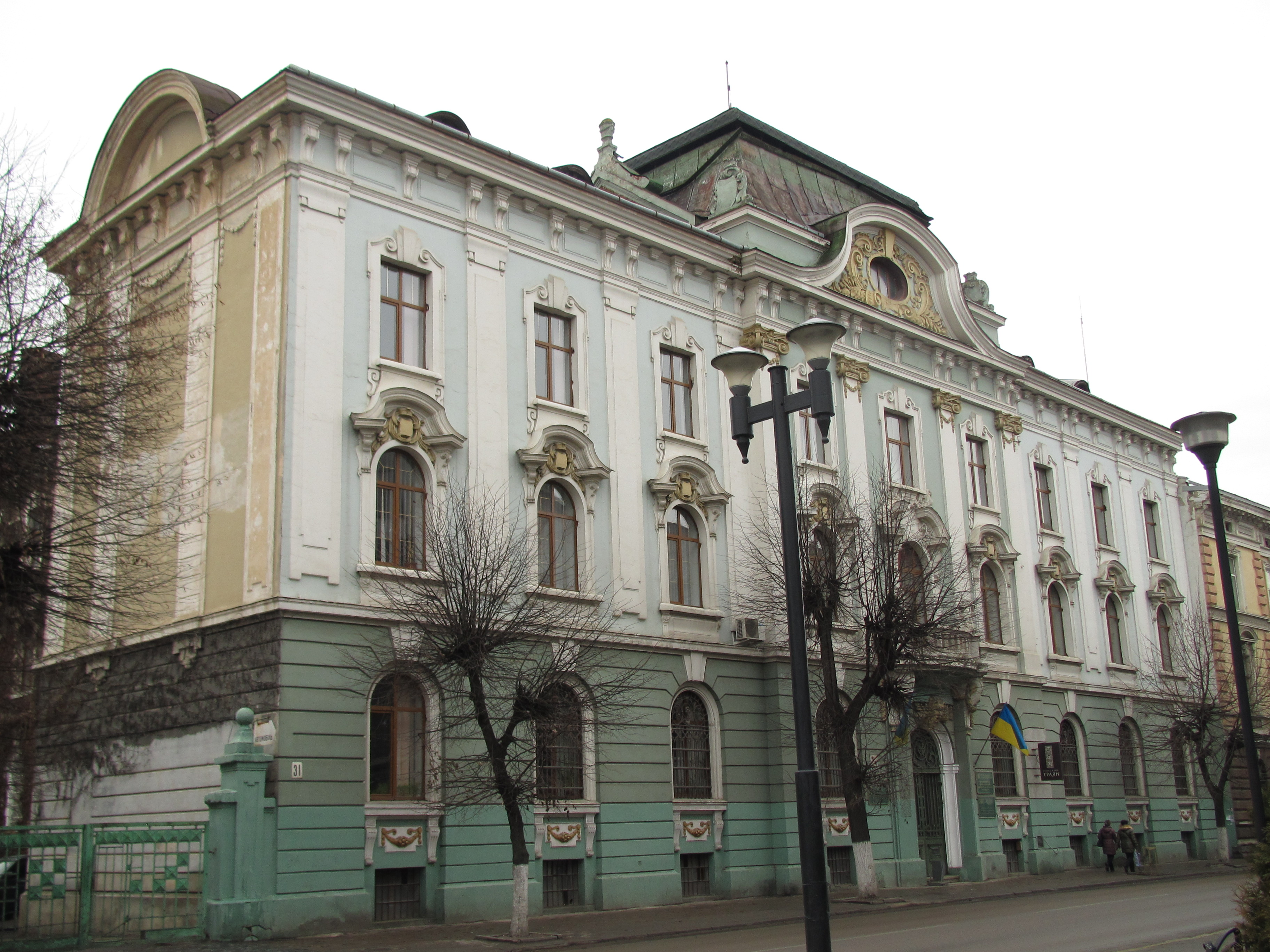
Будинок №31
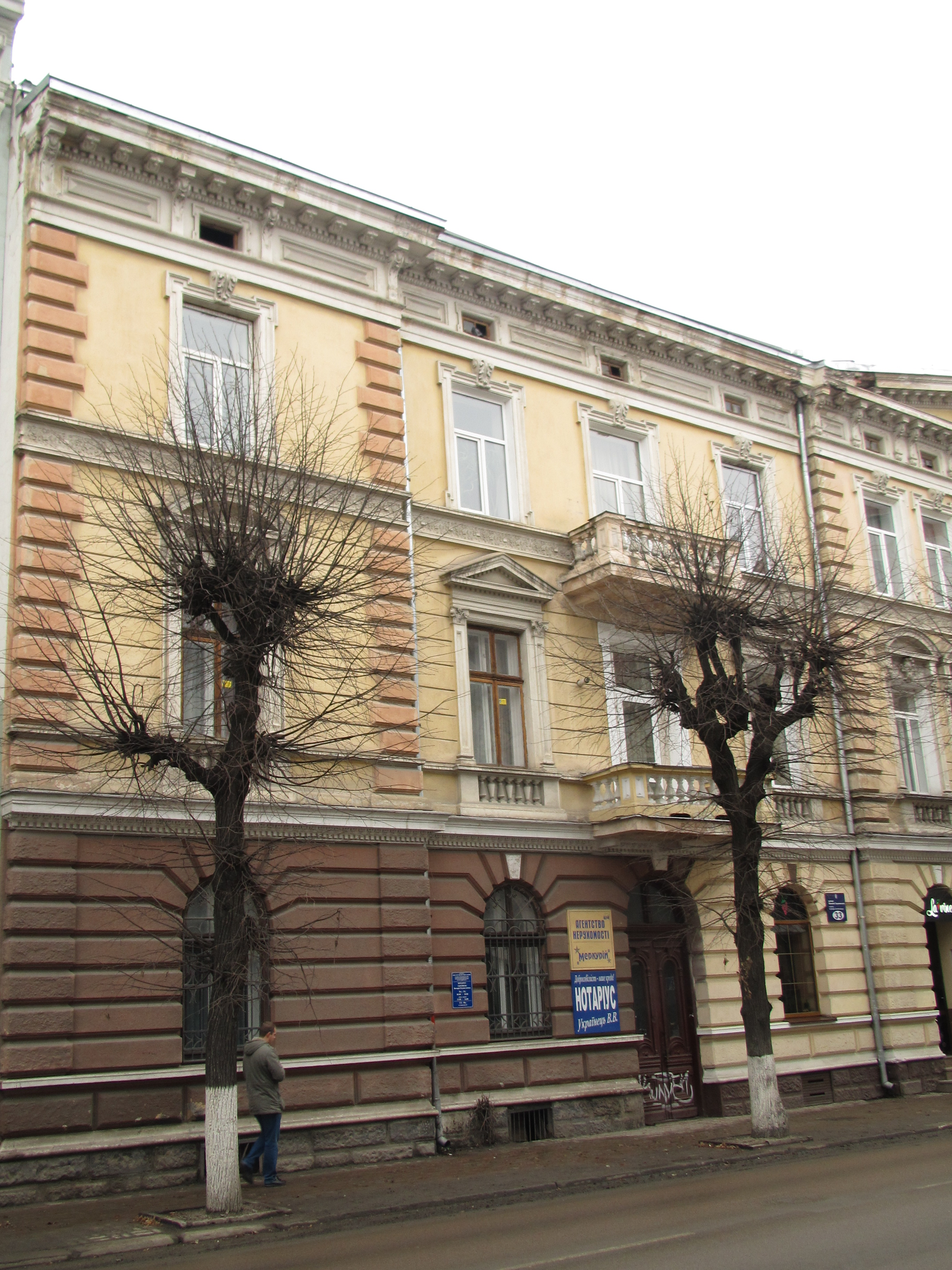
Будинок №33
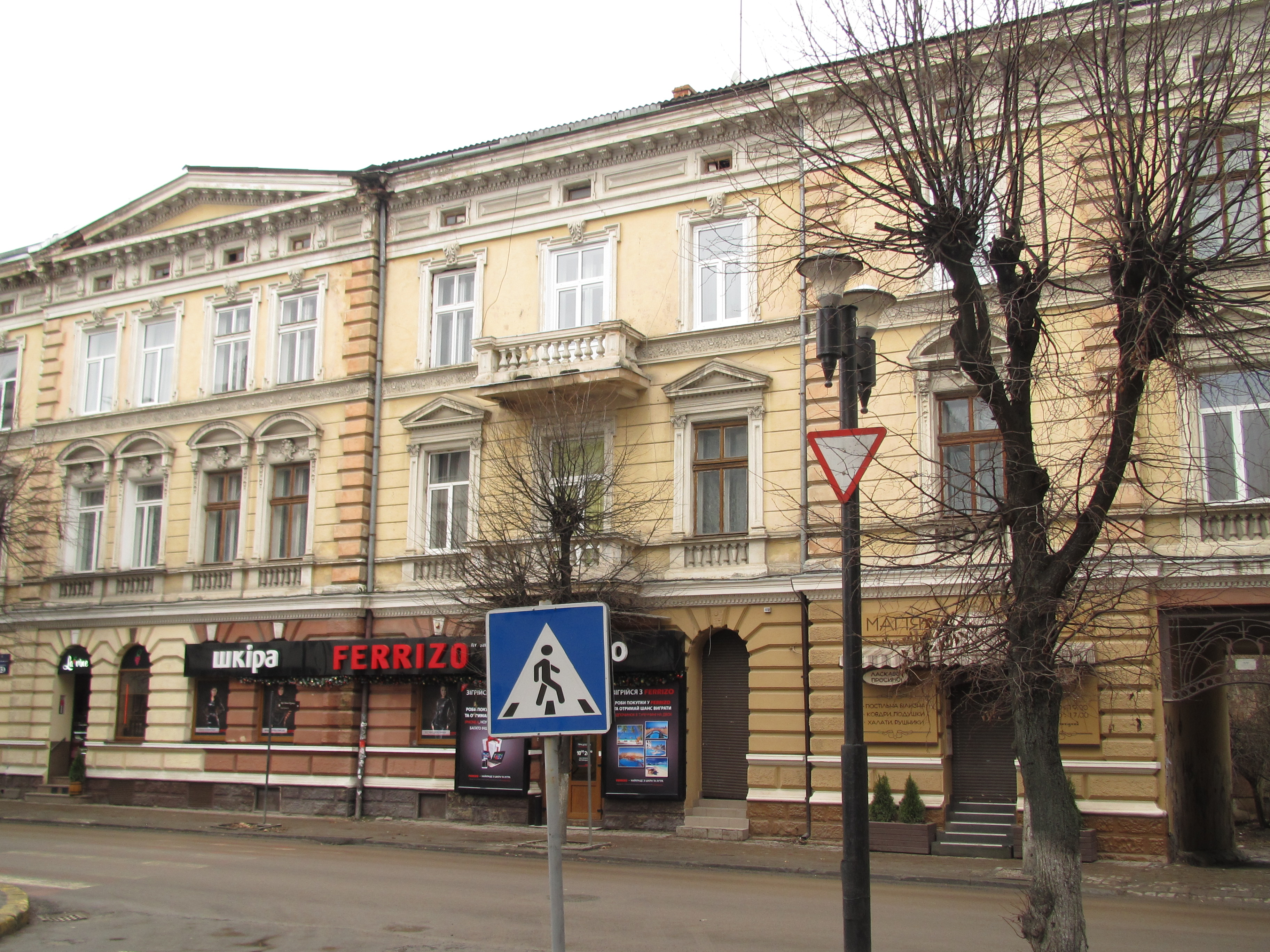
Будинок №35
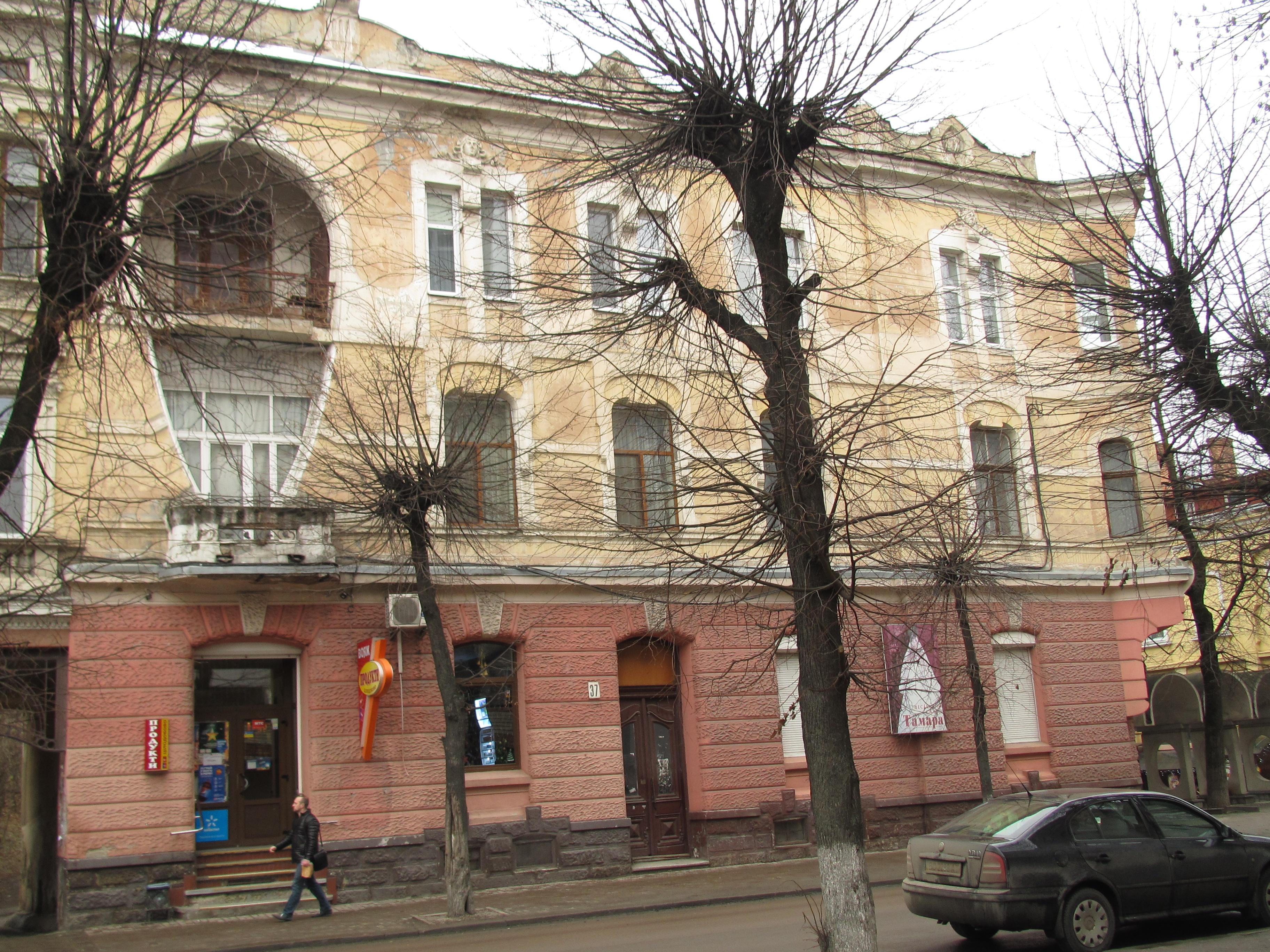
Будинок №37
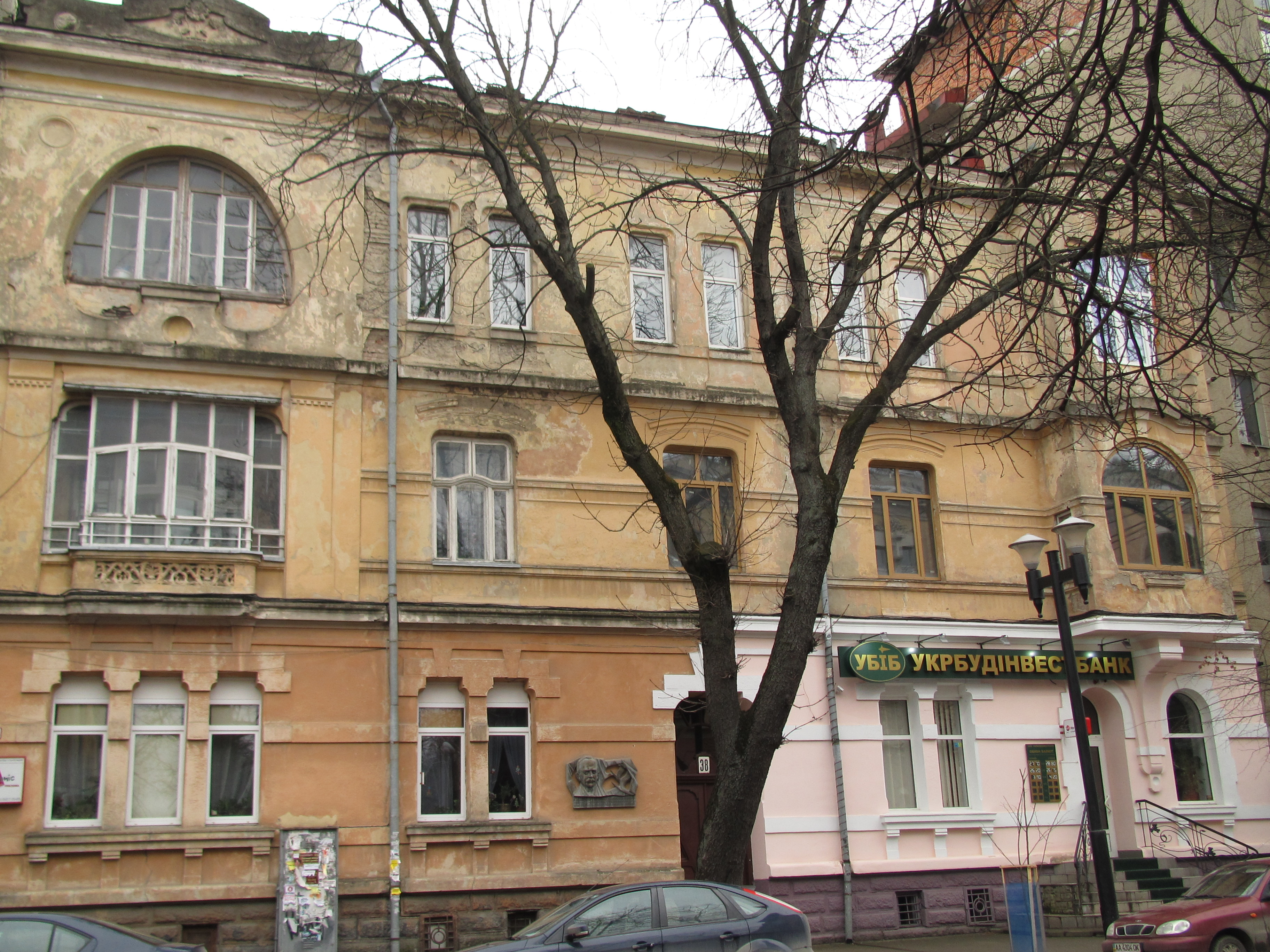
Будинок №38
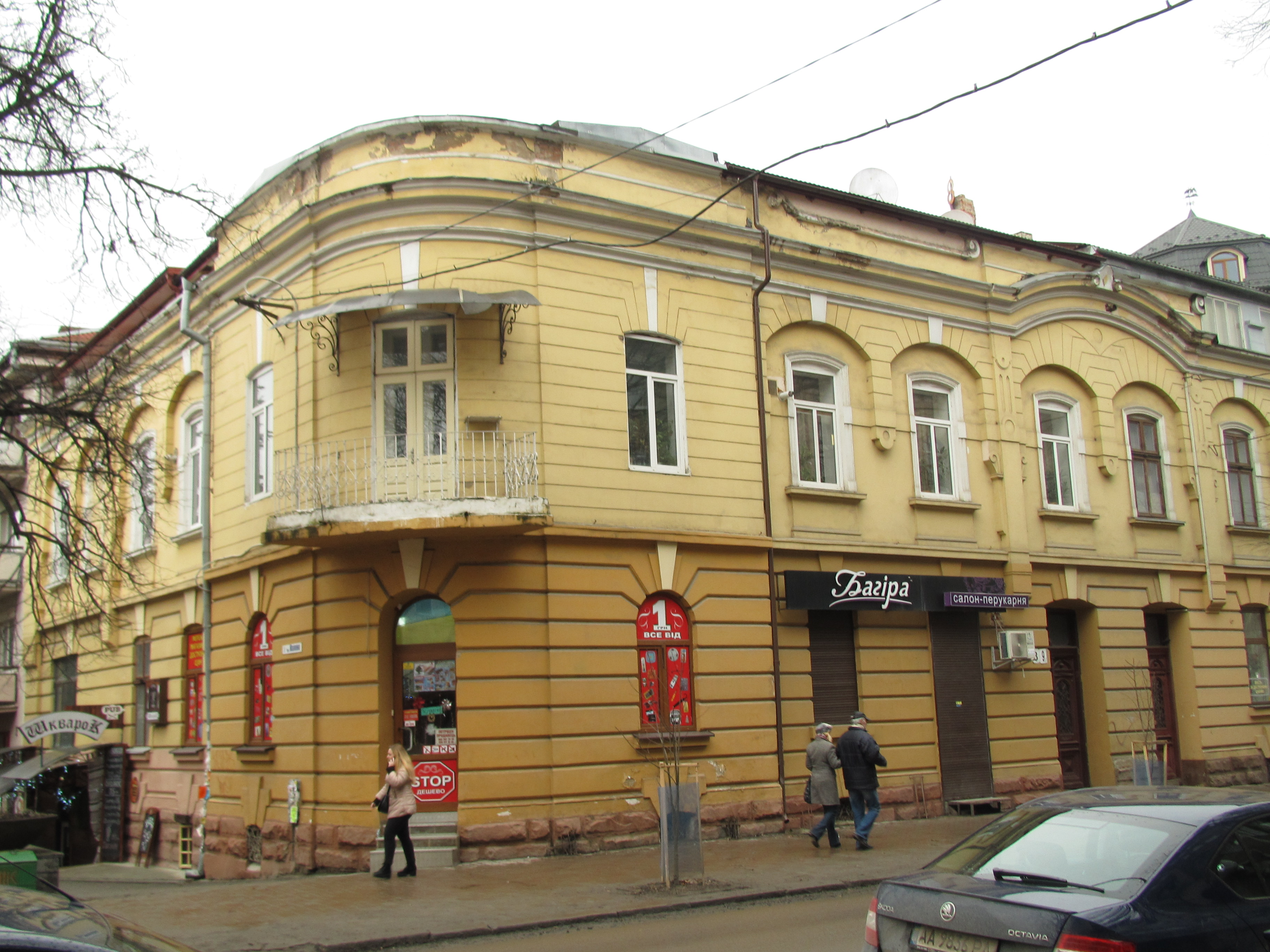
Будинок №39
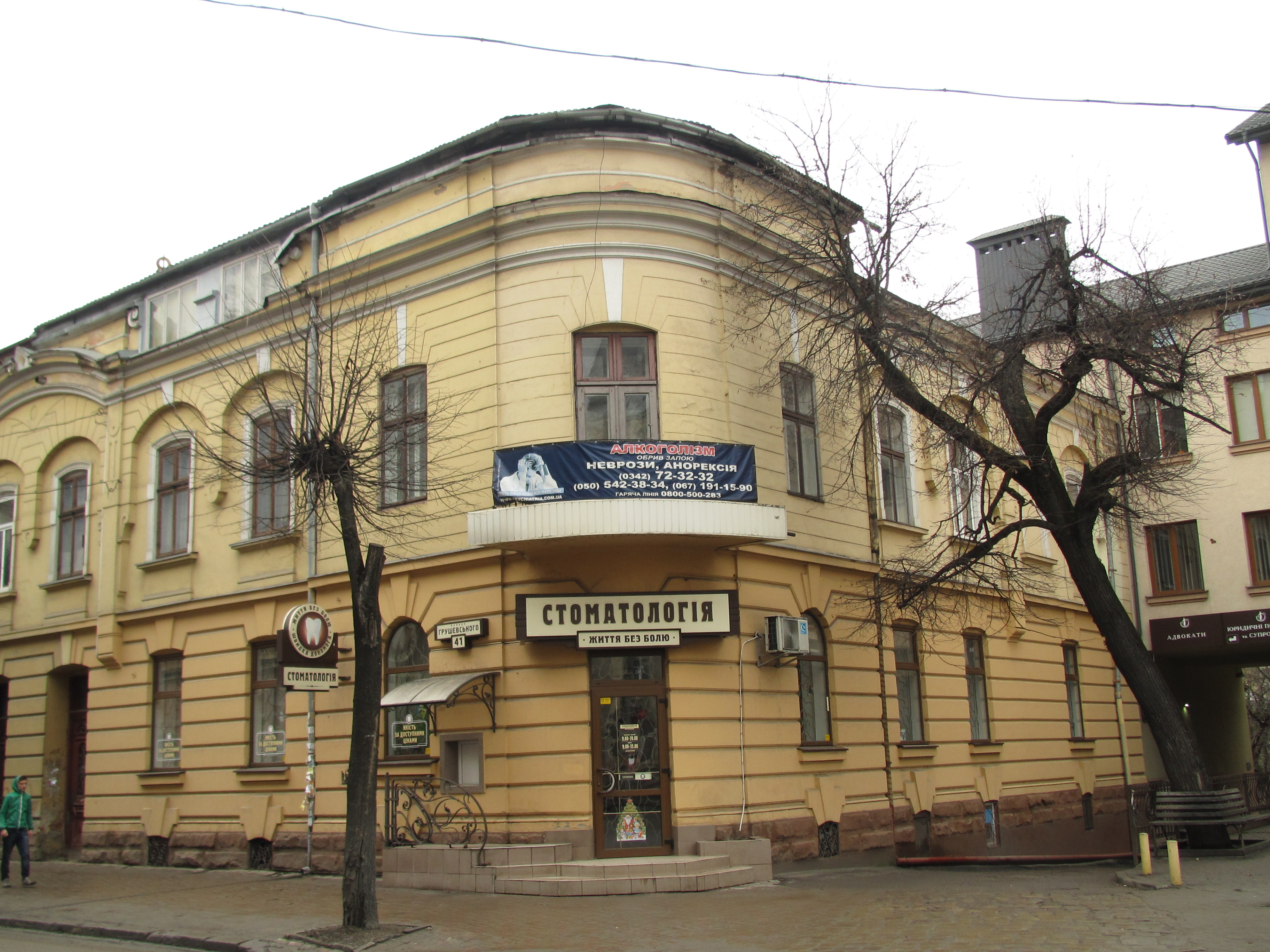
Будинок №41
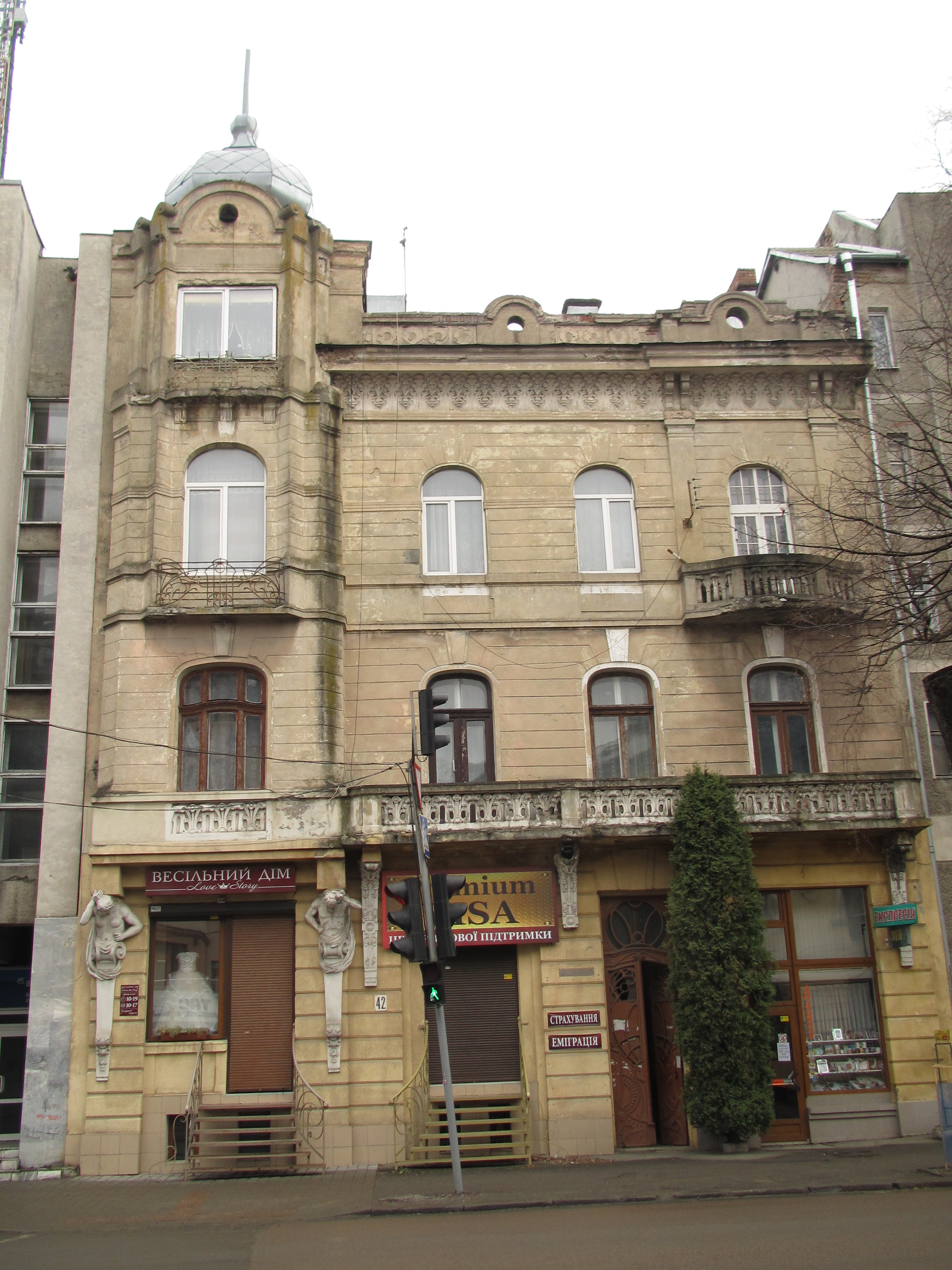
Будинок №42